# Робен, Режина
Режина Робен, настоящее имя Ривка Айзерштейн (фр. Régine Robin, 10 декабря 1939, Париж — 4 февраля 2021, Квебек) — французский и канадский социолог.

## Биография
Родилась в семье польских евреев, эмигрировавших во Францию. Закончила Сорбонну по факультетам географии (1962) и истории (1963). Преподавала в дижонском лицее. Защищала диссертации в университете Дижона (1969) и Высшей школе социальных исследований в Париже (1989).
В 1977 году переехала в Монреаль. С 1982 года — профессор социологии в университете Квебека. Один из основателей и руководитель Межуниверситетского центра дискурс-анализа и социокритики.
Выступала также как писательница (роман Le Cheval blanc de Lénine, 1979; автобиографический роман La Québécoite, 1983, англ. пер. 1997; сборник новелл L’immense fatigue des pierres, 2001).

## Научные интересы
Занималась проблематикой идентичности и культурной памяти, включая память о Холокосте, социологией языка и литературы. Соединяла марксистский подход с археологией знания Мишеля Фуко и историей понятий Райнхарта Козеллека.

## Избранные труды
- Histoire et linguistique (1973, порт. пер. 1977)
- L’Amour du yiddish: écriture juive et sentiment de la langue, 1830—1930 (1984)
- Le Réalisme socialiste: une esthétique impossible (1987, англ. пер. 1992)
- Le roman mémoriel: de l’histoire à l'écriture du hors-lieu (1989)
- Kafka (1989)
- La sociologie de la littérature: un historique (1993, в соавторстве с Марком Анжено)
- Discours et archive: expérimentations en analyse du discours (1994, в соавторстве)
- Le golem de l'écriture: de l’autofiction au cybersoi (1997)
- Berlin Chantiers (2001, нем. пер. 2002)
- La mémoire saturée (2003, итал. пер. 2005)
- Cybermigrances: Traversées fugitives (2004)
- Mégapolis: les derniers pas du flâneur  (2009)
- Nous autres, les autres: difficile pluralisme (2011)
- Le mal de Paris (2014)
- Un roman d’Allemagne (2016)

## Признание
Премия генерал-губернатора (1986), Большая книжная премия Монреаля (2001) и др. награды. Член Королевского общества Канады (1988). Кавалер французского Ордена академических пальмовых ветвей (1994).